# Teitelbaum Lipót
Teitelbaum Lipót, Hananjah Jom Tov Lipa Teitelbaum (Sztropkó, 1836. május 22. – Máramarossziget, 1904. február 14. vagy 1904. február 17.) máramarosszigeti rabbi, a haszid Teitelbaum rabbidinasztia tagja. 

## Élete
Teitelbaum Jehuda máramarosszigeti rabbi fia és örököse. 1883-tól 21 éven át töltötte be a méltóságot.
1904-ben hunyt el 68 éves korában. A Független Magyarország újság szerint:
„Temetésére, amely nagy díszszel ment végbe, mintegy 8000 főnyi közönség gyűlt egybe, kiknek egy része Galíciából, Budapest felől és Beregszász felől jött Az elhunyt tagja volt a vármegyei törvényhatósági bizottságnak is, de a gyűlésekre sohasem ment el. Temetésén megjelent a főispán és alispán, valamint a polgármester is.”
Méltóságában fia, Teitelbaum Chaim követte.